# 사할린 아이누어
사할린 아이누어는 사할린섬에서 쓰이던 아이누어의 방언을 가리킨다. 단일한 방언이 아니라 여러 방언으로 이루어져 있었던 것으로 추정되나, 현재는 모두 사멸했다.

## 역사
사할린 아이누가 사할린섬에 살기 시작한 것은 비교적 오래 전의 일이라고 여겨진다. 언어학적 증거에 의하면 아이누어의 공통 조어는 사할린섬 남부와 홋카이도 북동부에서 사용되었으며, 이 지역으로부터 홋카이도의 나머지 지역, 쿠릴 열도, 혼슈 북부로 확장되었다. 사할린 아이누는 사할린 북부나 아무르강 유역까지 확장되었을 가능성이 있으며, 와세다 대학의 Lee & Hasegawa (2013)은 아이누어와 오호츠크 문화의 깊은 연관성을 발견했다. 아이누의 구전 역사는 이들이 사할린 중부에서 "톤치"라고 불리는 민족을 대체했다는 것을 시사하는데, 이들은 지명학적 근거에 따르면 니브흐족으로 추정된다.
2차 대전 이후 사할린섬이 소련의 지배 하에 놓이며 사할린의 아이누족은 100여 명을 제외하고 모두 일본으로 추방되었고, 섬에 남은 마지막 아이누족 가구는 1960년대에 사라졌다. 일본에서도 사할린 아이누어의 마지막 유창한 화자 아사이 타케(浅井タケ)가 1994년 사망하며 언어는 완전히 사멸했다.

## 방언
사할린 아이누어는 단일한 언어가 아니었을 수 있으나, 자료 부족으로 사할린섬 아이누어의 다양성에 관하여서는 알 수 있는 것이 많지 않다. 오늘날 잘 기록된 방언은 사할린 남부의 라이치시(来知志 – ライチシ)와 타라이카(多来加 – タライカ)라는 지역에서 기록된 두 변종으로, 라이치시는 오늘날 우글레고르스크 인근의 섬 서안에 위치해 있었고 타라이카는 포로나이스크 인근 타라이카만(多来加湾, 러 Залив Терпения, 영 Gulf of Patience)에 위치해 있었다. 두 방언은 구술기록 및 서술이나 대화의 녹음과 필사를 통해 상세를 알 수 있다. 사할린 섬 남동부의 방언도 피우수츠키가 아이누 정착지들에서 수집한 기록이 전해지는데, 이들은 타라이카 방언과 매우 유사하다. 이외에 19~20세기 서양 측의 항해자들이 기록한 매우 빈약한 자료를 통해 사할린 북부에도 다양한 방언이 있었음을 추측할 수 있다.